# Adam Niemiec
Pour les articles homonymes, voir Niemiec.
Adam Niemiec, né le 8 septembre 1947, à Milanówek, en Pologne, est un ancien joueur polonais de basket-ball. Il évolue durant sa carrière au poste d'ailier.